# الجبة (ريف دمشق)
الجبة قرية سوريّة تتبع إداريّاً لمحافظة ريف دمشق منطقة يبرود ناحية عسال الورد، بلغ تعداد سكانها 2,829 نسمة حسب التعداد السكاني لعام 2004.